# Tom Schildhauer

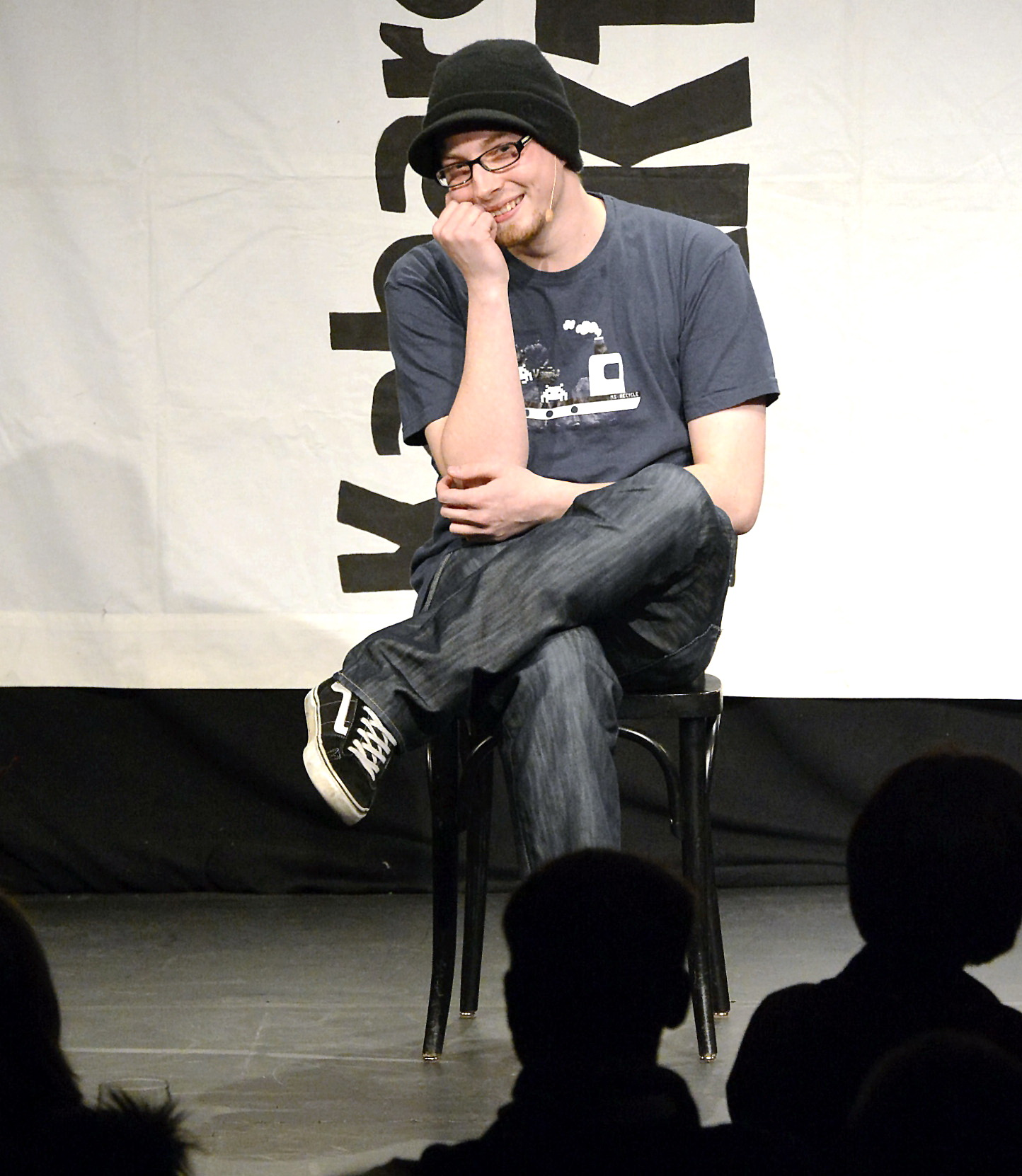
Tom Schildhauer beim Kabarett Kaktus 2012

Tom Schildhauer (* 1988 in Dessau) ist ein deutscher Slam-Poet und Kabarettist.
Zunächst trat er auf Poetry-Slam- und Rap-Bühnen unter dem Künstlernamen „Der Tom“ auf, inzwischen ist er dazu übergegangen, seinen bürgerlichen Namen auch auf der Bühne zu verwenden. 2010 erreichte er das Finale der deutschsprachigen Slam-Meisterschaften in Bochum, im selben Jahr sowie in den zwei folgenden wurde er Landesmeister von Sachsen-Anhalt. 2012 gewann er zudem den Kabarett Kaktus in München. Mit seinem Kabarettprogramm „live.exe“ tourte er anschließend durch den deutschsprachigen Raum, darin thematisiert er Stereotype in der Nerd- und Videospielkultur. Das Nachfolgeprogramm heißt „Bitte was!?“ und folgte im Jahr 2014. Auch darin spielt Schildhauer mit Gaming-Klischees, nimmt sich in seinen Texten jedoch auch gesellschaftlicher Themen wie beispielsweise der Gleichberechtigung von Homosexuellen oder des Rassismus an.
Tom Schildhauer lebt und arbeitet in Köln.

## Programme
- 2012: live.exe
- 2014: Bitte was!?

## Auszeichnungen
- 2010-12: Slam-Landesmeister in Sachsen-Anhalt[3]
- 2010: Finalist deutschsprachige Slam-Meisterschaften
- 2012: Kabarett Kaktus München
- 2013: Bielefelder Kabarettpreis (nominiert)
- 2016: Vize-Landesmeister beim NRW-Slam[4]

## Veröffentlichungen (Auswahl)
- Lukas Spranger (Hrsg.): Junge Bühne #1. 2010.
- Lukas Spranger (Hrsg.): Junge Bühne #3. 2011.
- David Grashoff (Hrsg.): Das Slamperium schlägt zurück: Eine Nerd-Slam-Anthologie. Lektora-Verlag, 2014, ISBN 978-3-95461-017-4.